# Polypedilum nubeculosum
Polypedilum nubeculosum är en tvåvingeart som först beskrevs av Johann Wilhelm Meigen 1804.  Polypedilum nubeculosum ingår i släktet Polypedilum och familjen fjädermyggor. Arten är reproducerande i Sverige. Inga underarter finns listade i Catalogue of Life.